# Kuwayama plummeri
Kuwayama plummeri är en insektsart som först beskrevs av Caldwell 1944.  Kuwayama plummeri ingår i släktet Kuwayama och familjen spetsbladloppor. Inga underarter finns listade i Catalogue of Life.